# Лісне (Донецький район)
Лісне́ — селище Макіївської міської громади Донецького району Донецької області, Україна. Розташоване за 32 км від Донецька. Відстань до Макіївки становить близько 15 км і проходить автошляхом місцевого значення.

## Географія
Селищем тече річка Караван.

## Населення

### Мова
Розподіл населення за рідною мовою за даними перепису 2001 року:
| Мова       | Кількість | Відсоток |
| ---------- | --------- | -------- |
| російська  | 162       | 94.19%   |
| українська | 10        | 5.81%    |
| Усього     | 17        | 100%     |

За даними перепису 2001 року населення селища становило 172 особи, з них 5,81 % зазначили рідною мову українську, 94,19 % — російську мову.